# تانوندا، استرالیای جنوبی
تانوندا (به انگلیسی: Tanunda) یک شهرک در استرالیا است که در استرالیای جنوبی واقع شده‌است.